# St. Egyden am Steinfeld
St. Egyden am Steinfeld est une commune autrichienne du district de Neunkirchen en Basse-Autriche.